# Vladimir Raicevic
Vladimir Raicevic est un joueur français de volley-ball, né le 26 février 1980 à Paris. Il mesure 1,91 m et joue attaquant.

## Clubs
| Club                         | Pays   | De        | À         |
| ---------------------------- | ------ | --------- | --------- |
| VBC Ermont                   | France | 1998-1999 | 2001-2002 |
| Asnières Volley 92           | France | 2002-2003 | 2006-2007 |
| Plessis-Robinson Volley-Ball | France | 2008-2009 | …         |

## Palmarès
- Championnat de France Pro A
  - 11ème: 2006
- Championnat de France Pro B
  - Vainqueur: 2005
- Coupe de France
  - Quart de finaliste : 2003
- Championnat de France Espoirs
  - Vainqueur: 1999